# Guébriand
Der Guébriand ist ein Küstenfluss in Frankreich, der im Département Côtes-d’Armor in der Region Bretagne verläuft. Er entspringt im Waldgebiet Forêt de la Hunaudaya, im Gemeindegebiet von Plédéliac, entwässert generell in nordöstlicher Richtung und mündet nach rund 20 Kilometern an der Gemeindegrenze von Saint-Cast-le-Guildo und Saint-Lormel in der Baie de l’Arguenon in den Ärmelkanal. Auf den letzten 600 Metern ist er bereits von den Gezeiten beeinflusst. Unmittelbar an der Mündung kommt von rechts der Fluss Arguenon; nach offiziellen Angaben ist der Guébriand jedoch kein Nebenfluss des Arguenon, sondern bereits ein eigenständiger Küstenfluss.

## Orte am Fluss
- Landébia
- Pluduno